# Don Rosa

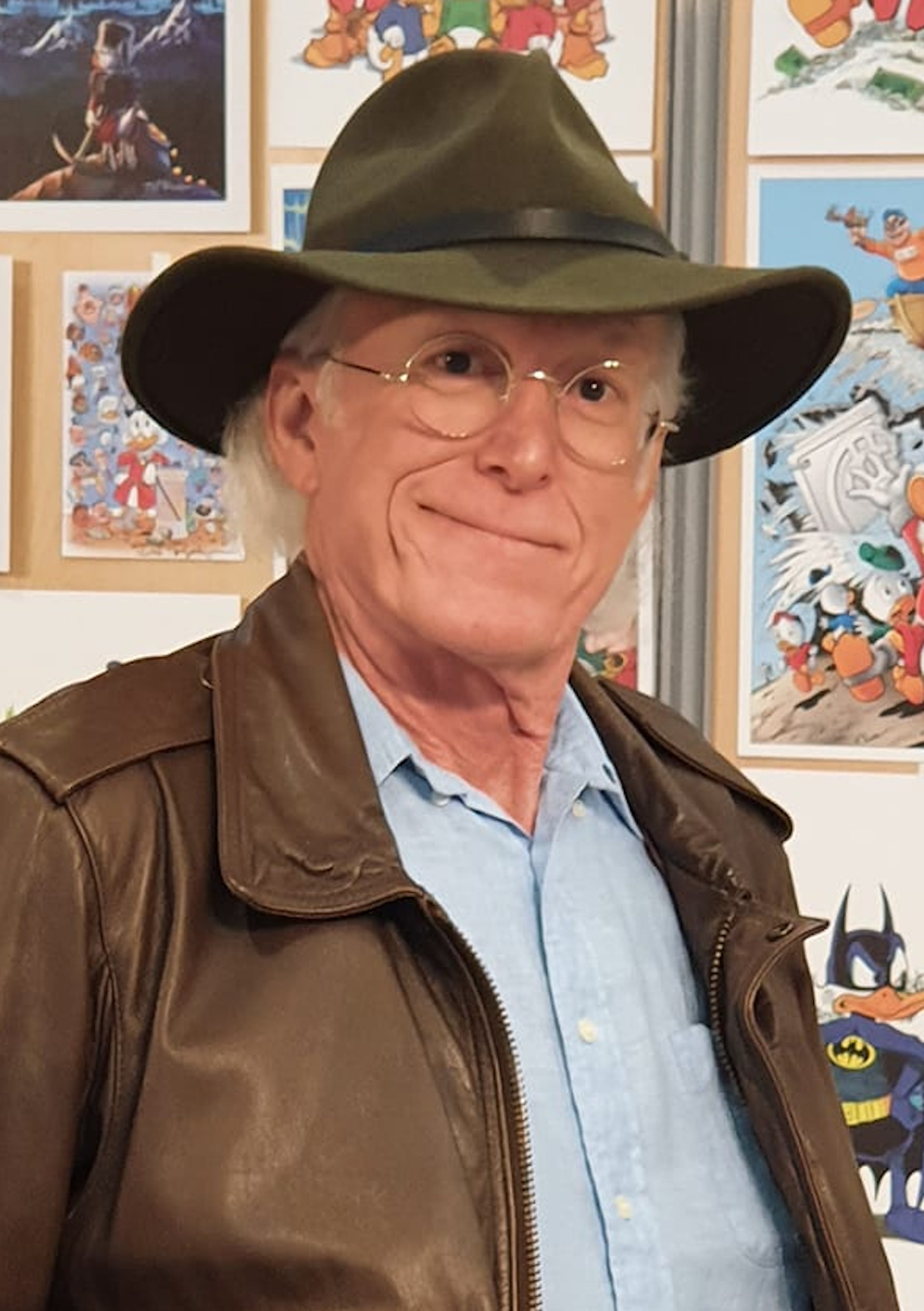
Don Rosa, 2022

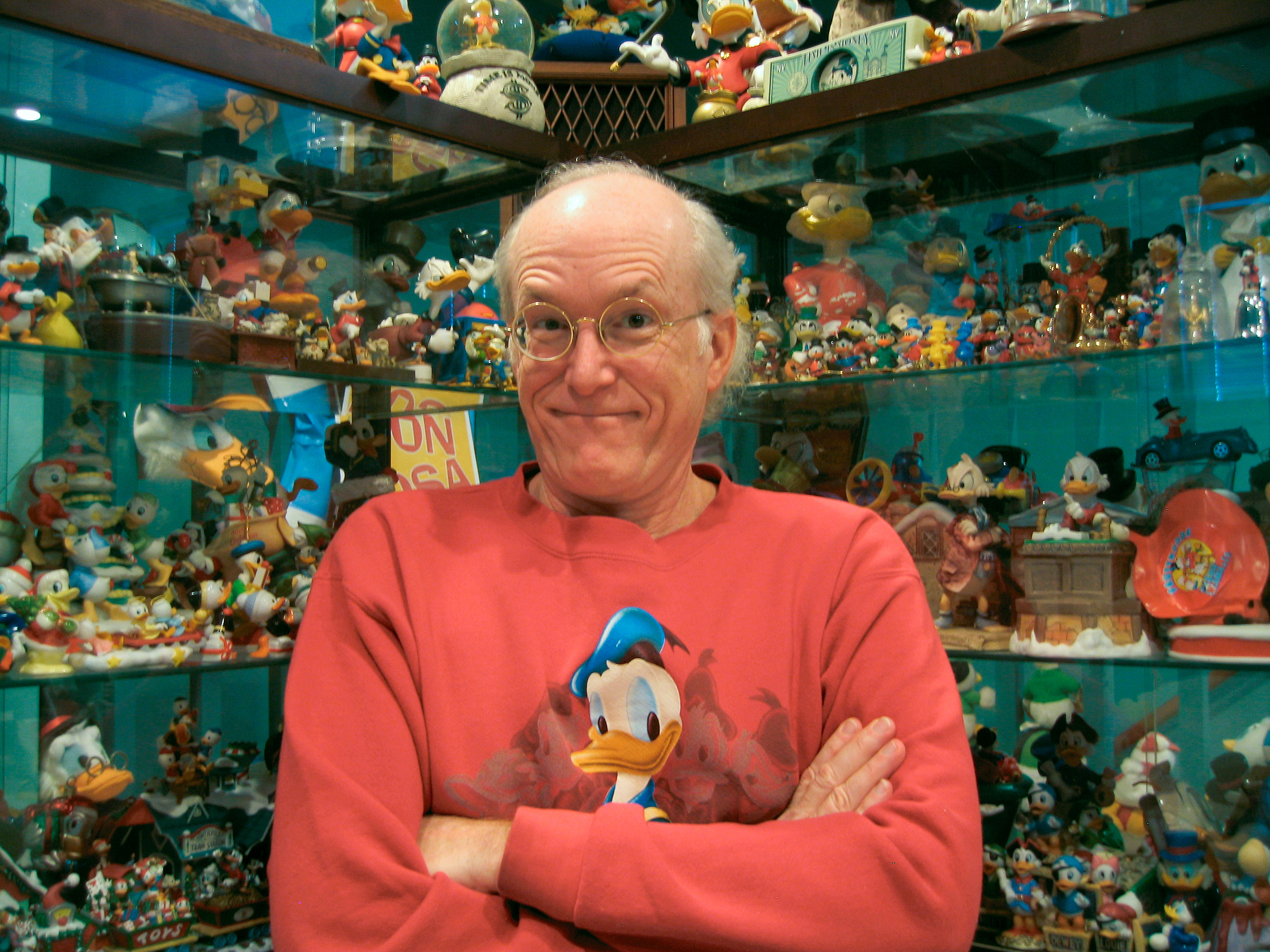
Don Rosa zu Hause, 2010

Keno Don Hugo Rosa (* 29. Juni 1951 in Louisville, Kentucky) ist ein US-amerikanischer Comictexter und -zeichner. Er ist vor allem für seine Disney-Comics bekannt. Außerdem schuf er die Figuren Lance Pertwillaby und Captain Kentucky. Insgesamt 87 Disney-Geschichten erschienen von ihm ab 1987, davon 17 in seinem Opus magnum Onkel Dagobert – Sein Leben, seine Milliarden (The Life and Times of Scrooge McDuck).
Rosa wurde zweimal mit dem Eisner Award ausgezeichnet, mehrmals für den Harvey Award nominiert und gilt als populärster lebender Vertreter seiner Sparte. Als großer Fan von Carl Barks orientierte er sich stark an dessen Comics, die ihm in vielerlei Hinsicht als Vorbild dienten; häufig wird er daher als der „neue Carl Barks“ bezeichnet.
Wie Barks ist Rosa für seine ausführlichen Recherchen bekannt, die er vor jedem Comic betreibt, um seinen oft vor einem historischen Hintergrund spielenden Geschichten eine größere Authentizität zu verleihen. Sein Zeichenstil ist dagegen mangels professioneller Ausbildung für Disneycomics ungewöhnlich kantig und ungeschliffen. Bekannt ist Rosa ferner für seine mit vielen Details gefüllten Zeichnungen und die stark ausgeprägte Mimik seiner Figuren.
Seine Disney-Comics zeichnete er zunächst bis auf wenige Ausnahmen für den amerikanischen Verlag Gladstone, ab 1990 für die dänische Egmont-Verlagsgruppe.

## Biografie

### Jugend und Studium
Don Rosa ist der Enkel von Gioachino Rosa, der 1905, kurz nach der Geburt seines Sohnes Hugo Rosa, aus Maniago in Norditalien in die Vereinigten Staaten eingewandert war. Seine Mutter war Deutsch-Irin und hatte daneben auch schottische Vorfahren.
Inspiriert von der Comicsammlung seiner Schwester Diana (* 1940) und begeistert von den Geschichten des Disneyzeichners Carl Barks, die er etwa ein Jahrzehnt nach ihrer Entstehung las, begann er mit sechs Jahren, selbst zu zeichnen. Die Arbeiten von Barks waren für ihn schon damals von besonderer Bedeutung; als „realer“ Bestandteil seiner Jugend sind sie der Grund, warum er seine Disney-Geschichten auch heute noch in den 1950er Jahren ansiedelt. Einigen Ideen seiner Jugend, wie etwa der Reise zum Mittelpunkt der Erde, die er im Alter von acht Jahren bereits als Comic skizzierte und mit The Universal Solvent (dt. Die Reise zum Mittelpunkt der Erde) als Disney-Geschichte veröffentlichte, widmete sich Rosa später als professioneller Comiczeichner erneut. In späteren Jahren fertigte er Zeichnungen und Karikaturen für die Schülerzeitung seiner Schule; außerdem entstanden von 1966 bis 1970 einige Cartoons, die in den Tageszeitungen seiner Heimatstadt The Courier-Journal und The Louisville Times abgedruckt wurden.
1969 begann Rosa mit dem Studium des Bauingenieurwesens an der Universität von Kentucky, wo er nebenher für die Studentenzeitung zeichnete. Nachdem er zunächst zwei Jahre lang einzelne Zeichnungen und Grafiken beigetragen hatte, folgten hier auch seine ersten kommerziellen Comicstrips – die stark autobiografisch geprägten Pertwillaby Papers. Diese erschienen ab 1971 in 127 Episoden zu je vier oder fünf Einzelbildern, die sich zu größeren Geschichten zusammenfügten, und waren wie alle späteren Rosa-Comics auch von „den großartigen Dagobert-Abenteuern von Barks inspiriert“. Hierbei ahmte er bereits sein Vorbild Barks nach, indem er seiner eigentlichen Arbeit ausführliche Bibliotheksrecherchen vorangehen ließ, um authentische Handlungsplätze zu schaffen und viele Hintergrundinformationen einzubauen. Nebenbei fertigte er einige Arbeiten für Fanzines an.
1973 schloss er sein Studium mit dem Bachelor of Science (B. Sc.)  ab.

### Frühes Berufsleben und Heirat
Nach seinem Abschluss stieg Rosa in die 1905 von seinem Großvater gegründete Don Rosa Tile Company ein, welche Ziegel und andere Baumaterialien produzierte. Zu dieser Zeit begann Rosa, in größerem Umfang Comics zu sammeln, sodass er heute eine der größten privaten Comicsammlungen der USA sein Eigen nennt. 1980 heiratete er die Lehrerin Ann Payne, mit der er bis heute zusammenlebt. Sie haben keine Kinder.
Nebenberuflich zeichnete und schrieb er weiterhin für verschiedene Fanzines und betätigte sich unter anderem für das Magazin The Rocket’s Blast Comiccollector im Information Center, wo er verschiedenste Fragen zum Thema Comic beantwortete. Später übernahm er dieses Ressort für 42 Ausgaben vollständig. Außerdem veröffentlichte er dort von September 1976 bis 1979 drei Geschichten von Lance Pertwillaby in Einzelepisoden, die jedoch deutlich umfangreicher angelegt waren als noch in der Studentenzeitung – eine davon blieb mit nur zwei Episoden unvollendet. Insbesondere durch seine Tätigkeit im Information Center stieg seine Bekanntheit in der Fanszene. Auch diesem Umstand war es zu verdanken, dass er ab 1978 in der Louisville Times wöchentlich eine Superheldenparodie namens Captain Kentucky veröffentlichen konnte. Hauptfigur war das Alter Ego von Lance Pertwillaby. Gewöhnliche Superheldencomics hält Rosa nach eigenen Angaben allerdings für „kulturelles Fast-Food“; er versteht demnach nicht, warum sie gekauft werden.
Nach drei Jahren und 150 Episoden beendete er 1982 seine Arbeit an den satirischen Comicstrips mit dem Tod seiner Hauptfigur, da ihm das Gehalt nicht ausreichend erschien. Er hatte sich entschlossen, nie wieder Comics zu zeichnen und führte lediglich noch seine unvollendete Pertwillaby-Geschichte mit der dritten Episode fort; sie beginnt damit, dass der Protagonist aufwacht und bemerkt, dass seine Superheldenkarriere nur ein Albtraum gewesen ist. 1983 erschienen Rosas Love and Rockets sowie Don Rosa’s Comics & Stories, ein Sammelband bisheriger Pertwillaby-Abenteuer. Während Ersteres ein Erfolg wurde, litt die Sammlung unter so geringer Nachfrage, dass der dritte und letzte Teil erst gar nicht auf den Markt kam. Grund war unter anderem die Konzentration des damaligen amerikanischen Comicmarktes auf Superheldencomics. Aus demselben Grund wurden 1984 alle traditionellen Disneyveröffentlichungen auf dem amerikanischen Markt eingestellt. Der frisch gegründete Gladstone-Verlag sicherte sich ein Jahr später die Rechte für die Publikationen und suchte nach neuem Comicmaterial, das veröffentlicht werden konnte.

### Arbeit für Gladstone und Oberon
1986 wurde Rosa auf den Gladstone-Verlag aufmerksam, der unter anderem alte Klassiker von Carl Barks und Floyd Gottfredson neu abdruckte. Er sprach beim Chefredakteur Byron Erickson vor und erklärte, es sei sein „Schicksal, Onkel-Dagobert-Geschichten zu zeichnen“. Erickson, der lediglich einige von Rosas bisherigen Fanarbeiten kannte, ermutigte ihn, mit der Arbeit an der Geschichte Son of the Sun (dt.: Das Gold der Inkas) zu beginnen, die Rosa auf Grundlage einer Pertwillaby-Geschichte für Disneycharaktere aufbereitete. Da er diese zuvor nie professionell gezeichnet hatte, übernahm er viele Posen aus alten Barkscomics. Er lernte auch während des Zeichenprozesses seiner folgenden frühen Werke durch Abzeichnen und leichtes Variieren einzelner Sequenzen. Son of the Sun erschien in Uncle Scrooge 219 im Juli 1987, wurde in der Fanszene ein durchschlagender Erfolg und für den Harvey Award nominiert. Nachdem er fünf weitere Comics bei Gladstone veröffentlicht hatte, verkaufte Rosa 1988 seine Baufirma. Insgesamt zeichnete er 18 Geschichten für den Verlag, obwohl dieser durch Rosas Geschichten nur geringe Mehreinnahmen erzielte, die die hohen Kosten seiner Beschäftigung als Zeichner nicht rechtfertigten – ungeachtet seines gleichwohl unterdurchschnittlichen Gehalts. Zudem zeichnete Rosa vier Comics für den niederländischen Verlag Oberon.
1989 beendeten Streitigkeiten mit dem Verleger die Zusammenarbeit: Disney verhinderte, dass Gladstone eingereichte Arbeiten an die Autoren zurückgab. Dies jedoch war für Rosa aus ideologischen Gründen nicht akzeptabel. Zudem bestritt er die Hälfte seines Einkommens aus dem Verkauf der Originalzeichnungen an Fans und war somit existenziell auf diese angewiesen. Es kam zu einem kurzen Engagement beim Fernsehen für die Serien DuckTales, für die er ein Skript schrieb, und Käpt’n Balu und seine tollkühne Crew, für die er zwei Drehbücher verfasste. Außerdem vollendete er zwei Werke, die er ursprünglich für Gladstone vorgesehen hatte, und veröffentlichte sie bei Oberon. Bei der Disney Company, die Gladstone die Rechte an den Comics zwischenzeitlich entzogen hatte und sie kurzzeitig selbst publizierte, erschien Rosas Comic The Money Pit (dt. Der Wert des Geldes), den er ursprünglich ebenfalls für seinen alten Verlag gezeichnet hatte. Da diese Einzelaufträge wenig Geld einbrachten, widmete er sich in jener Zeit nochmals einigen Bauprojekten seiner ehemaligen Mitarbeiter, die in der Zwischenzeit ein eigenes Bauunternehmen gegründet hatten.

### Arbeit für Egmont

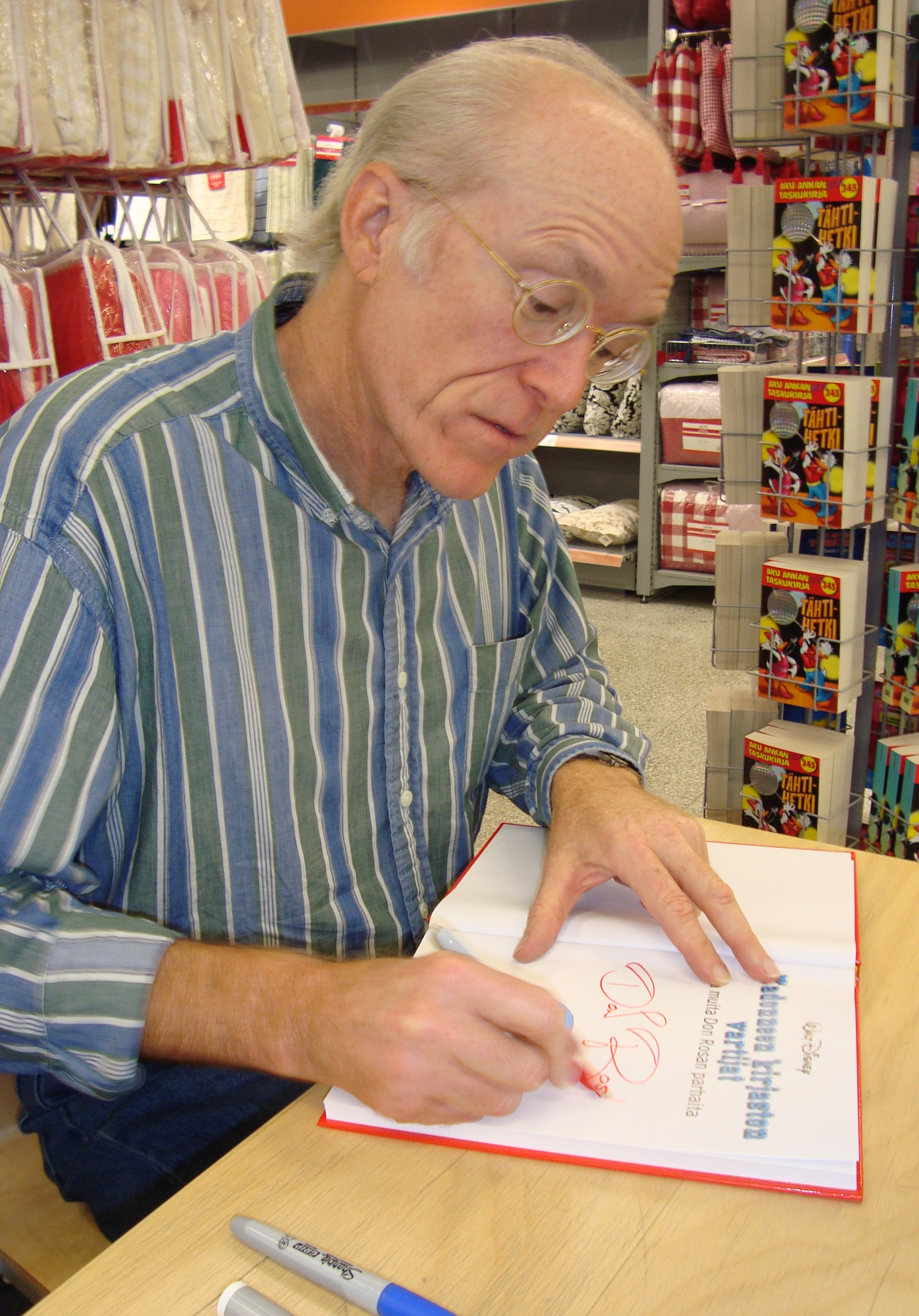
Don Rosa in Helsinki, 2008

1990 kontaktierte Rosa den dänischen Verlag Gutenberghus (heute Egmont), damals größter Disney-Verleger der Welt, der ohne sein Wissen bereits einige seiner Werke nachgedruckt und in Europa mit großem Erfolg vertrieben hatte. Der Verlag stimmte daher einer Zusammenarbeit zu und veröffentlichte zunächst den Zehnseiter The Master Landscapist (dt. Der Landschaftsarchitekt). In den nächsten Jahren folgten zahlreiche weitere Comics, viele davon Fortsetzungen zu Barks-Klassikern, die sich in Europa deutlich größerer Beliebtheit erfreuen als in den USA.
Rosas endgültiger Durchbruch als Zeichner gelang ihm mit dem zwölfbändigen Zyklus Life and Times of Scrooge McDuck (Onkel Dagobert – Sein Leben, seine Milliarden), einer Biographie von Dagobert Duck, um die Egmont ihn 1991 gebeten hatte und an der er insgesamt zwei Jahre arbeitete. In den folgenden Jahren zeichnete Rosa zudem insgesamt fünf Zusatzkapitel; auch die zuvor entstandenen Geschichten Last sled to Dawson (dt. Der letzte Schlitten nach Dawson) und Of Ducks and Dimes and Destinies (dt. Das Geheimnis des Glückszehners; wurde erst 1995 veröffentlicht) werden teilweise zu der Saga gezählt und wurden in beide bisher erschienene Sammelbände aufgenommen. Daneben fertigte Rosa einen umfangreichen Stammbaum der Familie Duck. Wie das gesamte Werk ist auch dieser unter Fans umstritten, da Rosa sich vorrangig an den Comics von Carl Barks, dem Erfinder von Dagobert Duck, orientierte und die Geschichten anderer Zeichner nur verwertete, wenn diese nicht im Widerspruch zu seinen hierauf gegründeten Vorstellungen standen; entsprechend ergeben sich Widersprüche zu den Geschichten anderer Zeichner. Um gleichwohl möglichst viele Informationen in das Projekt einzubeziehen, diskutierte er seinen Entwurf mit Disney-Experten aus aller Welt, bevor er mit der Fertigstellung des Zyklus begann. 1995 wurde er für Life and Times of Scrooge McDuck mit dem Will Eisner Award, einem der wichtigsten Preise im Comicbereich, ausgezeichnet, den er 1997 (als Best Writer/Artist im Bereich Humor) für seine Disney-Comics ein zweites Mal erhielt.
2002 legte Rosa seine Arbeit für längere Zeit nieder, da er mit der Weiterverarbeitung seiner eingereichten Comics nicht einverstanden war. So erschienen ihm die Kolorierungen nicht gelungen und unsauber ausgeführt, Details seien verpixelt. Zudem wurde ohne seine Einverständniserklärung mit seinem Namen geworben. Erst im Dezember desselben Jahres erfolgte eine Einigung, die ihm ein größeres Mitspracherecht bei der Weiterverarbeitung seiner Comics verschaffte.
Auf Grund einer Netzhautablösung musste Rosa 2006 mit dem Comiczeichnen aufhören, er fertigte jedoch noch einige großformatige Illustrationen an. 2008 unterzog er sich einer Augenoperation. In Interviews bestätigte er dennoch, dass er voraussichtlich nie wieder Disney-Comics zeichnen werde.

## Stil

### Inhalte
Byron Erickson unterteilte in Hall of Fame 6 Rosas Comics in vier Kategorien:
- „Forschungs-Geschichten“ (wie etwa The Crown of the Crusader Kings (dt. Die Krone der Kreuzritter)),
- „Barks-Fortsetzungen“ (als klassisches Beispiel wird oft Return to Plain Awful (dt. Zurück ins Land der viereckigen Eier) genannt),
- „Geschichten zu Dagobert Ducks Biographie“ (hauptsächlich die Geschichten aus Onkel Dagobert – Sein Leben, seine Milliarden) sowie
- „Spaß-mit-Physik-Geschichten“ (zum Beispiel Cash Flow (dt. Eine schlüpfrige Angelegenheit)).[18]

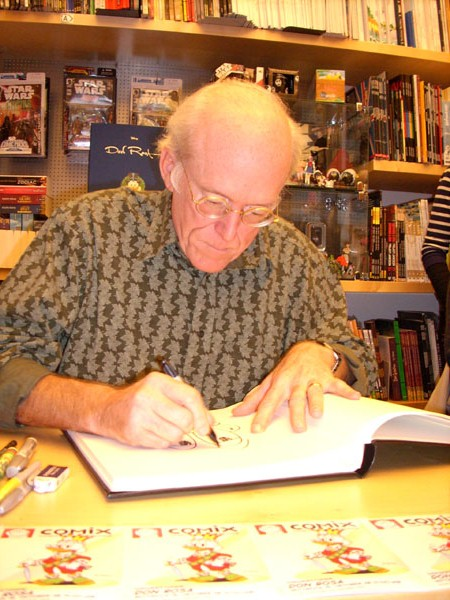
Don Rosa auf der Don-Rosa-Deutschlandtour in Hannover, 2008

Am liebsten zeichnet Rosa nach eigenen Angaben lange Abenteuergeschichten, während es ihm deutlich größere Schwierigkeiten bereitet, lustige Zehnseiter zu verfassen, und ihn ein- oder zweiseitige Geschichten nicht interessieren: er brauche „etwas mehr“, um sich „festzubeißen“. Seine wenigen „Ultrakurzgeschichten“ sind daher sämtlich auf Wunsch des jeweiligen Verlages entstanden. Typisch ist die ausführliche Recherche, die Rosa betreibt, um seine Geschichten möglichst authentisch zu machen und mit Hintergrundinformationen anzureichern, die gerade für Disneyzeichner eher unüblich ist. Häufig spielt die gesamte Handlung vor historischem Hintergrund. Für seine Recherchen greift er oft auf das Magazin National Geographic zurück, bereits für die Strips in seiner Studentenzeitung besuchte er häufig die Universitätsbibliothek oder befragte direkt die Professoren an der Hochschule.
Auffällig ist zudem der besondere Humor Rosas, zu dem auch zahlreiche Wortwitze gehören. Viele hiervon sind allerdings nicht übersetzbar und werden in anderen Sprachen oft durch andere Gags ersetzt oder ganz weggelassen. In The Curse of Nostrildamus (dt. Der Fluch des Nostrildamus) etwa hat der an Nostradamus angelehnte Astrologe auffällig große Nasenlöcher (engl.: nostril(s)), die auch sein magisches Amulett zieren. In Return to Plain Awful (dt. Zurück ins Land der Viereckigen Eier) ist die Pointe der Geschichte ebenfalls ein Wortspiel: In einem der berühmtesten Barkszitate betont Dagobert, er habe sein Vermögen „square“ gemacht, was in diesem Zusammenhang soviel bedeutet wie „anständig“ oder „ehrenvoll“. Da die Eckenhausener die Form des Quadrates lieben, bringen sie am Ende der Geschichte das ihnen von Dagobert geschenkte Geld zu seinem Entsetzen mit einem Beil in jene Form. Daraufhin sagt Donald im letzten Bild zu Dagobert, auch die Eckenhausener hätten ihr Geld „square“ (quadratisch) gemacht. Die deutsche Übersetzung lässt das Wortspiel entfallen; Donald sagt stattdessen zu Dagobert und Mac Moneysac: „Und außerdem sind sie [die Eckenhausener] ebensolche Dickschädel wie ihr!“.
Ein ähnliches Element sind die von Barks übernommenen Abkürzungen für Institutionen und Personen insbesondere innerhalb des Fähnlein Fieselschweifs, die ihrerseits wieder ein Wort ergeben, so etwa der Titel A.N.S.W.E.R.M.A.N. für Awesomely Noteworthy Senior Woodchuck, Expert Researcher, and Master Archaeological Nit-picker. Auch diese sind selbstverständlich schwer übersetzbar und müssen vom Übersetzer ersetzt werden, aus vorigem Beispiel wurde L.E.S.E.R.A.T.T.E. für Leitende Erkenntnisse Sammelnde Eminenz Richtig Angewandter Theorien und Tiefschürfender Ermittlungen.
Zudem sind in den Geschichten selbst viele Anspielungen auf Carl Barks und sein Werk versteckt, alle Fakten der fiktiven Welt beruhen auf seinen Comics. Einige Randbemerkungen oder Nebensätze aus Barks-Geschichten, die er beispielsweise Dagobert Duck in den Mund legte, verarbeitete Don Rosa in ganz neue Comics, indem er darin die angedeuteten Geschehnisse ausführlich erzählt. Seltener handelt es sich um direkte Fortsetzungen von Klassikern (z. B. bei Zurück ins Land der viereckigen Eier).
Des Weiteren baut Rosa oftmals parodierende Hinweise auf Filme in seine Comics ein: The Duck Who Never Was (dt. Kein Tag wie jeder andere) entlehnt etwa den Titel von The Man Who Never Was und die Handlung von Ist das Leben nicht schön?. Gerade in Geschichten über Dagobert Ducks Jugendzeit am Klondike sind zudem viele Hinweise auf Westernfilme enthalten. Ferner lässt Rosa seine Hauptfiguren immer wieder auf reale historische Zeitgenossen treffen, die sich meist zum betroffenen Zeitpunkt tatsächlich am Handlungsort aufhielten. Dagobert etwa lernt in The Buckaroo of the Badlands (dt. Der Held der Badlands) viel vom späteren US-Präsidenten Theodore Roosevelt, dem er in The Invader of Fort Duckburg (dt. Der Herrscher über Entenhausen) und The Sharpie of the Culebra Cut (dt. Der Jaguargott von Culebra) erneut begegnet und trifft im weiteren Verlauf seines Lebens unter anderem auf Wyatt Earp, Jack London, Geronimo und die Dalton-Brüder. Ohnehin sieht Rosa seine Abenteuer als „Kombination aus Film und Comic“; er legt sein Augenmerk von jeher auf die Handlung und benutzt die Zeichnungen zur Illustration sowie als Möglichkeit, Gags zu verstecken.
Rosas Geschichten spielen – mit Ausnahme der Geschichten aus Sein Leben, seine Milliarden – in den 1950er Jahren. Dies hält er für die beste Lösung des Problems, dass Dagobert nach Barks 1882 Cowboy und 1898 Goldschürfer war; die Alternative wären „unsterbliche Figuren aus einer Märchenwelt“, was die Plots der Barks-Abenteuer ihrer „dramatischen und realistischen Komponente“ berauben würde. Das Verständnis für seine Figuren hängt diesbezüglich eng mit seiner Vorstellung zusammen, Dagobert sei ebenso wie die übrigen Ducks ein Mensch, der „nur wie eine Ente aus[sieht]“. Entsprechend legte Rosa für Sein Leben, seine Milliarden eine exakte Chronologie von der Geburt Dagoberts im Jahre 1867 bis zu dessen erster Begegnung mit dem erwachsenen Donald und dessen Neffen Tick, Trick und Track im Jahre 1947 an.
Der erste konkrete Hinweis auf die Zeit des Geschehens seiner sonstigen Geschichten in den fünfziger Jahren findet sich in Form der Jahreszahl 1954 auf einem Buchrücken im dritten Bild der 1988 erschienenen Geschichte Last sled to Dawson (dt. Der letzte Schlitten nach Dawson). Selbst in seiner 1994 zum 60. Geburtstag der Figur Donald Duck gezeichneten Geschichte The Duck Who Never Was (dt. Kein Tag wie jeder andere) wird Donald nur infolge eines Irrtums zum 60. Geburtstag gratuliert, sein tatsächliches Alter hingegen nicht verraten. In der 1997 erschienenen Geschichte A little something special (dt. Sein goldenes Jubiläum) löste Rosa das Problem der Auftragsarbeit zum 50. Jubiläum, seitdem Barks Dagobert Duck erfunden hatte, damit, dass er die Feierlichkeiten in Entenhausen zu Ehren von Dagoberts 50. Jahr, seitdem er anno 1902 in die Stadt gezogen war, stattfinden ließ. Eine ähnliche Lösung fand er für die 1994 erschienene Geschichte From Duckburg to Lillehammer (dt. Dabeisein ist alles), die als Auftragsarbeit anlässlich der Olympischen Spiele von Lillehammer entstand, die Rosa erst annahm, nachdem er festgestellt hatte, dass bereits in den fünfziger Jahren in der norwegischen Stadt einige kleinere olympische Wettkämpfe stattgefunden hatten, an denen die Ducks dementsprechend teilgenommen haben könnten.

### Erzählstil
Rosas Handhabung von Timing und Rhythmus ist in seinen langen Abenteuergeschichten und seinen Kurzgeschichten sehr unterschiedlich. So verwendet er bei komischen Szenen, die insbesondere in den Kurzgeschichten vorkommen, eine Verzögerung der Bildsequenz, indem er ein zusätzliches Panel einfügt, das keinerlei Anzeichen über den zeitlichen Verlauf oder dessen Ausdehnung gibt und primär Spannung und Effekt des darauf folgenden Bildes erhöhen soll. Dabei wird in dem Panel meist ein Moment des Erstaunens oder der Sprachlosigkeit festgehalten. Ähnlich wirkt das häufig verwendete Einfügen eines ruhigen Panels vor dem Höhepunkt einer Action- oder Slapstickszene, die dem Leser die Möglichkeit gibt, sich das kommende auszumalen. An anderen Stellen lässt Rosa das Bild des Schlüsselmomentes bewusst weg, um über die so nötige umfangreichere kognitive Leistung des Lesers den Effekt zu steigern. Als weiteres Stilmittel verwendet er in Actionszenen enge Bildfolgen ohne Dialoge, die dynamische Vorgänge darstellen. In seinem späteren Werk führt dies zu einer Erhöhung der Panelzahl pro Seite. In Geschichten wie The Coin (dt. Taler, Taler, du musst wandern) und Attaaack! (dt. Aaaaaattacke) kombiniert er Folgen von vielen kurzen Bildern mit wechselnden Perspektiven, die die Handlung subjektiv beschleunigen, mit einer zeitlupenartigen Darstellung der Ereignisse. Auch durch diesen Widerstreit von formaler und inhaltlicher Gestaltung sucht er Spannung wie Identifikation des Lesers mit dem Gezeigten zu erzeugen.
In Abenteuergeschichten verwendet Don Rosa zwar ebenfalls derartige zeitmanipulative Techniken, jedoch nehmen sie bei der Erzeugung von Komik gegenüber ausgeprägter Mimik, Anspielungen und Hintergrunddetails nur eine untergeordnete Rolle ein. Dabei unterstützen die Techniken den Effekt der Dialoge und Handlungen. Von Carl Barks übernommen hat Don Rosa die Technik des Cliffhangers, der am Ende einer Seite oder eines Teils der Geschichte Spannung erzeugt, und zu einer Verlangsamung der Erzählsequenzen vor halbseitigen Bildern führt.
In der Layoutgestaltung bevorzugt Rosa acht rechteckige Panels pro Seite, er bricht aber häufig aus diesem Schema aus. So verwendet er auch hintergrund- oder panellose Bilder, langgezogene und halbseitige Panels. Dabei kommt es zu bis zu 16 Panels pro Seite, wobei die durchschnittliche Panelzahl in seinem Spätwerk zugenommen hat. Die Layoutgestaltung unterwirft sich oft dem Erzählfluss und dient häufig der Betonung des dargestellten Gegenstandes, der Handlung oder der Emotionen der Figuren. Insbesondere halbseitige Panels setzt er häufig ein zur Momentaufnahme, Zeitmanipulation, Wiedergabe von Spannungen oder Konflikten, Zusammenfassung, Markierung des Höhe- oder Wendepunktes der Geschichte oder zur Einführung in den Ort der Handlung oder die Geschichte selbst (dann häufig als sogenanntes Splash Panel, ein besonders großformatiges und detailreiches Panel zu Beginn einer Geschichte). Dabei kombiniert er halbseitige Panels auch mit Panel-Inserts (kleine Panels, die in ein großes eindringen oder darin liegen), um Teile des Ganzen oder einen bestimmten Moment hervorzuheben. Im Gegensatz zu Barks, der einen Moment der Erkenntnis in das halbseitige Panel legte, zieht Don Rosa diesen Moment in ein vorhergehendes Panel vor. Dies nutzt er zur Steigerung der Spannung, häufig als Cliffhanger. Eine Besonderheit sind die im Funny-Animal-Genre nur von Don Rosa verwendeten Meta-Panels, also die Gruppierung der Panels einer Seite zu einem übergeordneten Panel mit eigener Aussage, sowie die rahmenlosen Panels. Auch verwendet er Überschneidungen mit dem Panelrahmen, um Plastizität zu betonen oder bestimmte Objekte besonders hervorzuheben.

### Zeichenstil und Bildkomposition
Da Rosa nie eine Zeichenausbildung erfahren hat und sogar während seiner Schulzeit niemals Kunstunterricht besuchte, wirkt sein Zeichenstil im Vergleich zu anderen Disneyzeichnern ungewöhnlich unsauber und kantig. Seine Arbeiten erinnern deshalb stark an Undergroundcomics. Dies schreibt Rosa selbst weniger dem Umstand zu, dass er beispielsweise Fan Robert Crumbs ist, sondern vielmehr seiner mangelhaften Zeichentechnik; er könne einfach „nicht besser zeichnen […] als eben in diesem Stil“. Zudem zeichnete er die Figuren für seine ersten Disneycomics allesamt bei Carl Barks ab; erst später prägte er mit zunehmender Sicherheit im Handwerk seinen eigenen Zeichenstil. Er setzt Schraffierungen und Licht-und-Schatten-Spiel deutlich stärker ein, als bei Disneygeschichten normalerweise üblich, Kreuz- und Parallelschraffuren, die andere Zeichner fast nie verwenden, sind für Rosa ein wesentliches Instrument der grafischen Gestaltung. Doch ebenso wie Barks setzt er auf eine ausdrucksstarke Mimik und Gestik, die mit wenigen Strichen gesetzt wird. Im Gesicht der Figuren bringt er nur dann Schraffuren an, wenn dies der Darstellung von Emotionen dienlich ist.

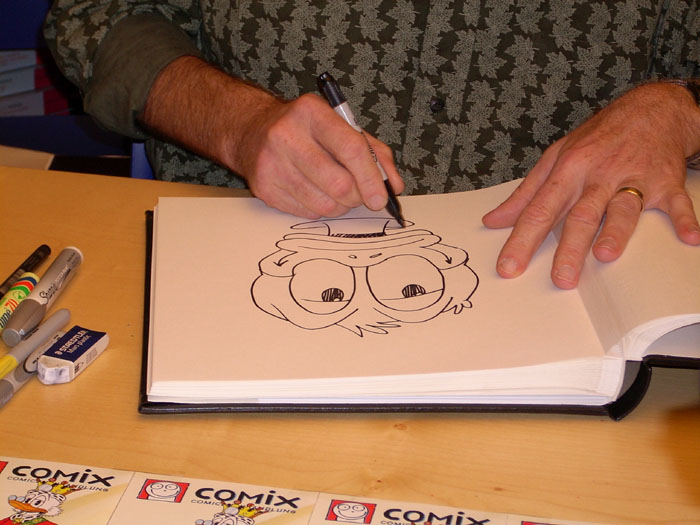
Don Rosa zeichnet Donald für einen Fan auf der Don-Rosa-Deutschland-Tour in Hannover, 2008

Rosa arbeitet an einer einzelnen Comicseite einen ganzen Tag, mit Recherche sogar zwei Tage. Soweit möglich, greift Rosa zu Techniken, die er in seinem Studium erlernt hat und benutzt für Kurven und Kreise häufig Schablonen.
Die Bilder in Don Rosas Comics weisen eine hohe Dichte an Inhalten auf, darunter viel Text, meist mehrere Sprechblasen pro Panel, mehr Nebenfiguren als etwa bei Carl Barks, im Hintergrund ablaufende Nebenhandlungen und detailliert gezeichnete Hintergründe. Daher gibt es in den Panels kaum leere Flächen. Nach Rosas eigener Aussage liegt dies auch an seiner mangelnden Ausbildung, sodass er in die Hintergründe „soviel hineinstopft, wie er nur kann“, um so unterhaltsam wie möglich zu sein. Die Funktion der häufig verwendeten Nebenhandlungen im Hintergrund ist meist lediglich die Auflockerung der Handlung.
Ein wichtiges Instrument der Komposition ist bei Don Rosa die Kameraperspektive, die auch narrative Funktionen, wie in der Froschperspektive und Vogelperspektive, übernimmt. In seinem späteren Werk kommen auch filmartige Kamerafahrten vor, die eine Situation aus mehreren Blickwinkeln abbilden, so in „Gustav, der Pechvogel“. Diese dienen in erster Linie der besseren Darstellung von Gefühlen. Licht-Schatten-Effekte verwendet er in der Komposition dagegen wenig und vor allem zur Auflockerung des Bildes oder zur Betonung des Zentrums des narrativen Fokus.
In den Panels Don Rosas kommt es nur sehr selten zu einer Doppelung oder Überschneidung der Inhalte von Text und Bild. Vorherrschend ist die korrelative Wort-Bild-Relation, in der sich Bild und Text gegenseitig ergänzen und so nur gemeinsam zu verstehen sind. Dieses Zusammenspiel nutzt Rosa aus, um subtilere Witze und Anspielungen in die Handlung zu bringen. In den langen Abenteuergeschichten kommen auch parallele Relationen häufig vor, die die Entwicklung von Handlung und Charakteren vorantreiben. Umfangreiche Texte gleicht Rosa meist mit ungewöhnlichen Kameraperspektiven aus.

### Weitere Markenzeichen

#### D.U.C.K.
Rosa pflegt in seinen Comics zu Carl Barks’ Ehren die Widmung D.U.C.K. (Dedicated to Unca Carl from Keno (dt. Onkel Carl von Keno gewidmet)) zu verstecken. Sie findet sich meist im ersten Panel auf der ersten Seite und ist auch in viele Titelbilder eingefügt. Keine Widmung enthalten allerdings jene Geschichten, die Rosa auf der Grundlage fremder Skripte nur zeichnete, insbesondere also alle Ein- und Zweiseiter (mit Ausnahme von The Paper Chase (dt. Zeitungsjagd / Außer Atem)).
Nachdem die Widmung in seinen ersten Disney-Comics vom Verlag gelöscht worden war, da sie wie eine (bei Disney verbotene) Signatur des Zeichners ausgesehen hatte, verzichtete er in Recalled Wreck (dt. Selbst ist der Mann) zunächst auf ihre Verwendung, ging dann aber erstmals in Cash Flow (dt. Eine schlüpfrige Angelegenheit) dazu über, sie geschickt in einer Zeichnung zu verstecken. Dies machte es freilich auch für den Leser schwer, sie zu finden, so dass er die Widmung später stets im ersten Bild des Comics platzierte. Mittlerweile ist die Widmung so bekannt, dass die Verlage sie auch dann nicht mehr wegretuschieren, wenn sie sie entdecken.
Die ersten vier Geschichten, die er für Egmont zeichnete, enthalten keine Widmung, wobei Rosa selber den Grund dafür inzwischen vergessen hat. Auch in späteren Geschichten fehlt die Widmung vereinzelt.

#### Micky Maus
Rosas zweites Markenzeichen sind die Hidden Mickeys: Er versteckt, wenn auch nicht mit gleicher Regelmäßigkeit wie die Widmung, in seinen Comics Abbilder der Figur Micky Maus. Beispiele sind eine Micky-förmige Planetenkonstellation in Rocket Reverie (dt. Kometenrodeo / Raketenträume) oder die Kombination eines Capybara mit Pflanzen im Vordergrund, die sich optisch zu einem Micky vereinen, in The Magnificent Seven (Minus Four) Caballeros (dt. Die glorreichen sieben (minus vier) Caballeros). Gleichwohl zählt er Micky Maus nicht zum „Duck-Universum“.

## Verhältnis zu Carl Barks
Aufgrund seines sorgfältigen Umgangs mit „Barks-Fakten“ und der Tatsache, dass er sich selbst immer nur als Fan und Verehrer Barks’ betrachtet (den er für „die größte Figur der Weltliteratur“ hält), wurde Rosa mehrmals als der „neue Carl Barks“ bezeichnet, was er selbst aber strikt ablehnt. Seiner Meinung nach bleibt sein Vorbild unerreicht; niemand habe es verdient, mit ihm verglichen zu werden. Auch als „Barks’ illegitimer Enkel“ wurde Rosa tituliert.
Barks ist für Rosa vor allem ein inhaltliches und erzähltechnisches Vorbild. Nach Klaus Piber versteht sich Don Rosa als Hüter der Barks’schen Erzähltradition, ohne dabei sein Vorbild kopieren oder imitieren zu wollen. So unterscheiden sich etwa die Zeichenstile sehr. In anderen formalen Punkten, wie der Layoutgestaltung, geht Rosa zwar oft ähnliche Wege wie Barks, bricht aber häufiger aus dem festen Schema aus. Ebenso wie Barks gibt Rosa seinen Zehnseitern oder noch kürzeren Geschichten ferner keine Namen, sie sind allesamt von den Verlagen hinzugefügt.
Dennoch stand Rosa gerade bei Barks-Fans oft in der Kritik, weil er dessen Geschichten fortsetzte und beispielsweise für Sein Leben, seine Milliarden neue Figuren erfand. Die D.O.N.A.L.D ernannte ihn dessen ungeachtet 2006 für die Erschaffung des Zyklus zum Ehrenmitglied.
Die einzige Geschichte, die Barks und Rosa direkt verbindet, ist The Pied Piper of Duckburg (dt. Der Rattenfänger von Entenhausen). Barks hatte die Geschichte nicht vollendet, weil er die vielen darin zu zeichnenden Ratten für einen zu großen Aufwand im Verhältnis zu seiner Bezahlung hielt. Mehr als 30 Jahre später wurde sie von Rosa vollendet.
Am 12. August 1998 trafen sich Rosa und Barks in Medford (Oregon). In dem Gespräch ging es neben ihrer Arbeit und dem Comic-Markt auch um Themen wie „das Wetter [und] die Börse“.

## Werk und Veröffentlichung

### Frühes Werk
Der erste Strip der Pertwillaby Papers erschien am 9. September 1971 in der Studentenzeitung Kentucky Kernal. Hauptperson ist Lancelot Pertwillaby, für den Rosa selbst Modell stand. Er wird zwar als etwas naiv dargestellt, besteht aber mit seinen Freunden und seiner Freundin viele Abenteuer. Diese hat er meist dem Hauptfeind der Serie, dem alten Nationalsozialisten Viktor Domitrius Smyte, zu verdanken.
Bis zur Ausgabe 65 entwickelte Rosa in der ersten Geschichte auf Wunsch seines Redakteurs daraus eine politische Satire. So erzählt diese davon, wie Lancelot Pertwillaby versucht, kostenlos an der Universität studieren zu können. Erst nach der Ablösung des Redakteurs konnte Rosa dann ausführen, was er wollte. Er begann dies mit seiner zweiten Geschichte, Lost in (an alternative section of) the Andes, die die Grundlage für den späteren Disneycomic Son of the sun (dt. Das Gold der Inkas) darstellte. Das Skript hatte er schon zwei Jahre vorher geschrieben, es aber nie umsetzen dürfen. In der Geschichte geht es um die Suche nach dem Schatz des Manco Cápac; sie umfasste die Pertwillaby-Episoden 66 bis 127.
Die Geschichte Zub-Zero, die Episoden 128 bis 133, veröffentlichte Rosa im The Rocket’s Blast Comiccollector. Sie handelt von der Suche nach einer von Nationalsozialisten gestohlenen Kunstsammlung, die am Nordpol versteckt wird. Es ist die einzige Geschichte, die er später nicht in einen Disneycomic umsetzte. Im gleichen Magazin wurden die Episoden 134 bis 139 veröffentlicht, damit die Geschichte Vortex. In jener geht es um die Entdeckung eines schwarzen Lochs und die Reise zum Mittelpunkt der Erde. Das identische theoretische Konzept eines solchen Unterfangens benutzte Rosa in The Universal Solvent (dt. Die Reise zum Mittelpunkt der Erde). Die letzte Geschichte schließlich, Knighttime, wurde nach zwei Episoden eingestellt, später folgte noch der unveröffentlichte dritte Teil (siehe Biographie). Jedoch war die Geschichte Vorlage für gleich zwei spätere Werke: The Once and Future Duck (dt. Die Reise ins 6. Jahrhundert) sowie The Black Knight (dt. Der schwarze Ritter). Lance und seine Kumpane reisen in ihr ins Jahr 540 zurück, müssen dort aber feststellen, dass König Arthur nicht etwa – wie erwartet – gut und edel ist, sondern ein kriegssüchtiger Herrscher. Rosa sagte später, am Ende der Geschichte hätten die Reisenden bemerkt, dass sie gar nicht in der Zeit zurück, sondern in eine andere Dimension gereist seien. Schlussendlich sollte Lance bei dem Versuch, zurückzukehren, in der oberen Atmosphäre landen und zur Erde stürzen – wie Donald in The Duck Who Fell to Earth (dt. Satellitenjäger).
Die Geschichten von Captain Kentucky erschienen ab dem 6. August 1979 in der Louisville Times. Protagonist war der gleichnamige Antiheld, das Alter Ego Pertwillabys, der gegen Unrecht und Verbrechen kämpfen möchte. Er wird durch den Konsum vom radioaktiven octa-hexa-glop zum Superhelden. Auch andere Aspekte amerikanischer Superheldencomics parodiert Rosa, so werden dem Helden Feinde wie Nuke Duke oder J. Fred Frog entgegengestellt, wobei Letzterer eine überdimensionierte Handpuppe eines Frosches ist. Außerdem wird Rosas realer Basset Cleo im Comic zum Sidekick erhoben. Meist scheitert Kentucky an seinen Missionen, zerstört dafür aber große Teile der Stadt. Captain Kentucky spielt in Louisville selbst und enthält einige Gastauftritte lokaler Persönlichkeiten. Dennoch war die Serie nicht erfolgreich und wurde nach drei Jahren eingestellt.

### Disney-Comics

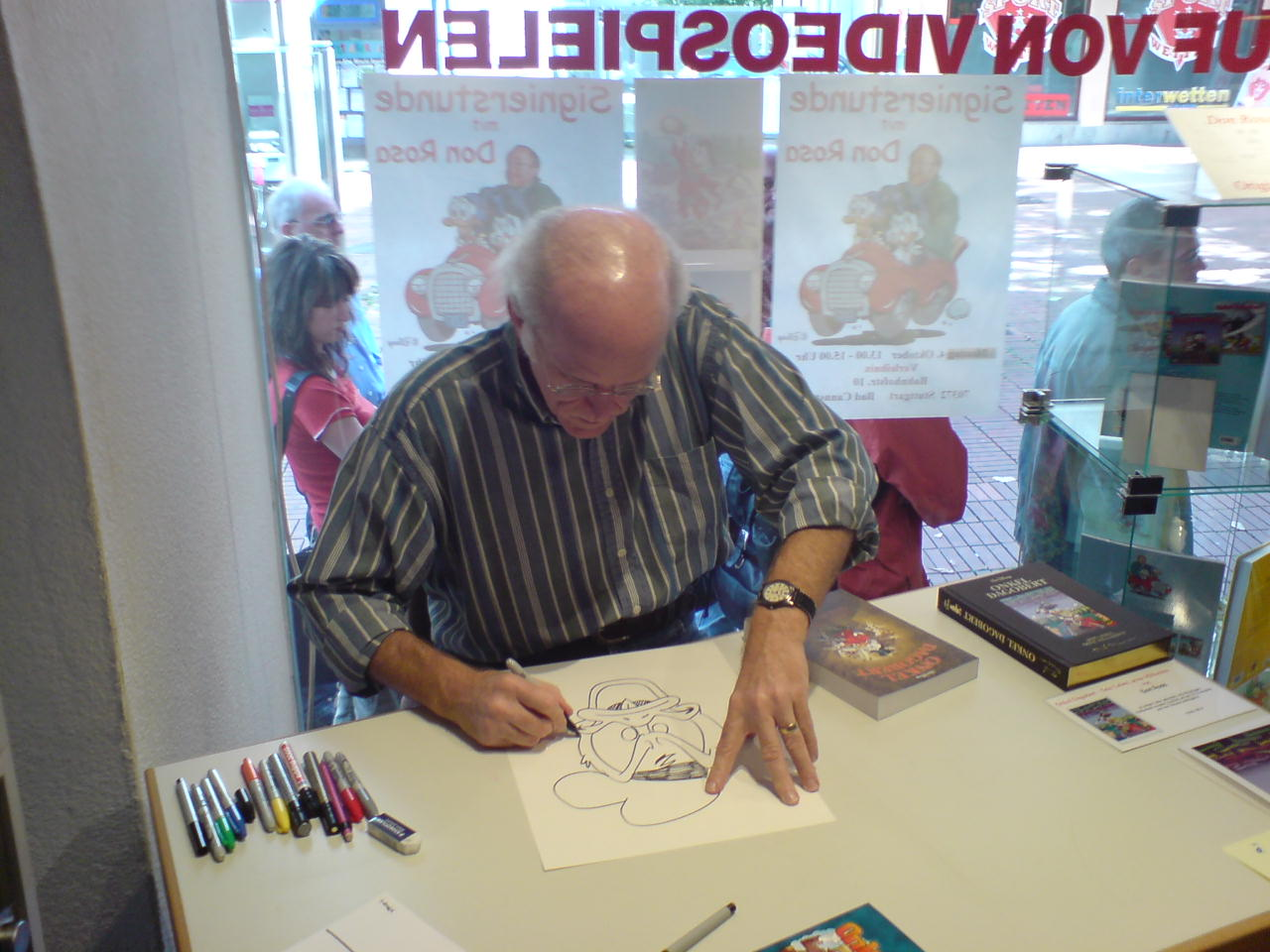
Don Rosa in Stuttgart, 2006

Bereits die erste Disney-Geschichte von Don Rosa, Son of the sun (dt. Das Gold der Inkas), veröffentlicht im Juli 1987, war ein großer Erfolg und wurde für den Harvey Award nominiert. Wie später noch mehrmals, benutzte er für dieses Abenteuer eine Idee, die bereits weitaus früher entstanden war: seine alte Pertwillaby-Papers-Geschichte Lost in (an alternative section of) the Andes.
Bis 1989 erschienen Rosa-Comics zunächst in den Comicheften des amerikanischen Verlages Gladstone, parallel veröffentlichte der niederländische Verlag vier von ihm auf Grundlage fremder Skripte gezeichnete Arbeiten; es folgten wenige Geschichten, die bei Oberon, und eine, die bei Disney erstveröffentlicht wurden. Bis zum vorläufigen Ende seiner Comickarriere nach der Augenerkrankung 2006 erschienen alle weiteren Rosa-Abenteuer beim dänischen Verlag Egmont, so dass dieser den Großteil seiner Werke veröffentlichte.
Die deutsche Erstveröffentlichung der meisten Geschichten erfolgte in der Zeitschrift Micky Maus, beginnend mit Mythological Menagerie (dt. Tiere aus aller Welt). Es folgte eine über den Buchhandel vertriebene Albenreihe mit dem Titel Onkel Dagobert von Don Rosa (OD), in der fast alle Rosa-Geschichten nachgedruckt wurden, wenn auch nicht chronologisch. Im Rahmen der Buchreihe Disneys Hall of Fame (HoF) erscheinen seine Werke in chronologischer Reihenfolge erneut, ausgenommen die Geschichten zu Dagobert Ducks Biographie, die zuvor bereits gesammelt in verschiedenen Sonderbänden Onkel Dagobert – Sein Leben, seine Milliarden (SLSM) erschienen waren und als Rosas Hauptwerk gelten; 2008 erschien ein zweiter Sammelband mit ausführlicherem Hintergrundmaterial, für den sämtliche Geschichten neu koloriert und gelettert sowie einige Fehler korrigiert wurden.
2014 veröffentlichte Nightwish-Komponist und Keyboarder Tuomas Holopainen, selbst großer Fan Don Rosas und seines Werks, seine 1999 begonnene musikalische Umsetzung von Onkel Dagobert – Sein Leben, seine Milliarden unter dem Originaltitel The Life and Times of Scrooge, wobei das McDuck aus Copyrightgründen entfiel, für das Don Rosa selbst wiederum die Illustration schuf.
Rosa hat seit 1987 an folgenden Disney-Geschichten mitgewirkt (sortiert nach dem Jahr der Erstveröffentlichung):
| Disney-Veröffentlichungen von Don Rosa | Disney-Veröffentlichungen von Don Rosa        | Disney-Veröffentlichungen von Don Rosa                                           | Disney-Veröffentlichungen von Don Rosa | Disney-Veröffentlichungen von Don Rosa |
| Jahr                                   | Originaltitel                                 | Deutscher Titel                                                                  | Album                                  | Sammelband                             |
| -------------------------------------- | --------------------------------------------- | -------------------------------------------------------------------------------- | -------------------------------------- | -------------------------------------- |
| 1987                                   | The Son of the Sun                            | Das Gold der Inkas / Der Sohn der Sonne                                          | OD 9                                   | HoF 1                                  |
| 1987                                   | Nobody’s Business                             | Die Prüfung                                                                      | OD 7                                   | HoF 1                                  |
| 1987                                   | Mythological Menagerie                        | Tiere aus aller Welt                                                             | OD 2                                   | HoF 1                                  |
| 1987                                   | Recalled Wreck                                | Selbst ist der Mann                                                              | OD 10                                  | HoF 1                                  |
| 1987                                   | Cash Flow                                     | Eine schlüpfrige Angelegenheit                                                   | OD 10                                  | HoF 1                                  |
| 1988                                   | Fit to be pied                                | Der Kürbiskampf                                                                  | OD 10                                  | HoF 1                                  |
| 1988                                   | Fir-Tree Fracas                               | Kein schöner Baum in dieser Zeit … / Tannenbaum-Tumult                           | OD 7                                   | HoF 1                                  |
| 1988                                   | Oolated Luck                                  | Öliges Glück                                                                     | OD 5                                   | HoF 1                                  |
| 1988                                   | The Paper Chase                               | Zeitungsjagd / Außer Atem                                                        | OD 17                                  | HoF 1                                  |
| 1988                                   | Last sled to Dawson                           | Der letzte Schlitten nach Dawson                                                 | OD 7                                   | HoF 1, SLSM                            |
| 1988                                   | Rocket Reverie                                | Kometenrodeo / Raketenträume                                                     | OD 26                                  | HoF 1                                  |
| 1988                                   | Fiscal Fitness                                | Finanzielles Schwergewicht                                                       | OD 17                                  | HoF 1                                  |
| 1988                                   | Metaphorically Spanking                       | Schwänzen will gelernt sein                                                      | OD 14                                  | HoF 1                                  |
| 1988                                   | The Crocodile Collector                       | Auf der Suche nach dem heiligen Krokodil                                         | OD 9                                   | HoF 2                                  |
| 1988                                   | Fortune on the Rocks                          | Ein zweifelhaftes Geschäft                                                       | OD 3                                   | HoF 2                                  |
| 1989                                   | Return to Plain Awful                         | Zurück ins Land der Viereckigen Eier                                             | OD 11                                  | HoF 2                                  |
| 1989                                   | The Curse of Nostrildamus                     | Der Fluch des Nostrildamus                                                       | OD 8                                   | HoF 2                                  |
| 1989                                   | His Majesty, McDuck                           | Seine Majestät Dagobert I. / Kampf um Duckland                                   | OD 15                                  | HoF 2                                  |
| 1990                                   | Well-Educated Duck                            | Segelpartie mit Hindernissen                                                     | OD 25                                  | HoF 2                                  |
| 1990                                   | Forget me not                                 | Vergissmeinnicht                                                                 | OD 25                                  | HoF 2                                  |
| 1990                                   | Give Unto Others                              | Geben ist seliger als nehmen                                                     | OD 1                                   | HoF 2                                  |
| 1990                                   | On a Silver Platter                           | Der magische Tunnel                                                              | OD 11                                  | HoF 2                                  |
| 1990                                   | Leaky Luck                                    | Wie gewonnen, so...                                                              | OD 27                                  | HoF 2                                  |
| 1990                                   | The Pied Piper of Duckburg                    | Der Rattenfänger von Entenhausen                                                 |                                        | HoF 2                                  |
| 1990                                   | Back in Time for a Dime!                      | Duck-Tales-Comic, nur mit englischem Text erschienen, Zeichnungen nicht von Rosa |                                        | HoF 2                                  |
| 1990                                   | The Money Pit                                 | Der Wert des Geldes                                                              | OD 16                                  | HoF 2                                  |
| 1990                                   | The Master Landscapist                        | Der Landschaftsarchitekt                                                         | OD 14                                  | HoF 3                                  |
| 1991                                   | On Stolen Time                                | Eine verhängnisvolle Erfindung / Die Zeitdiebe                                   | OD 11                                  | HoF 3                                  |
| 1991                                   | Treasure Under Glass                          | Unter Haien                                                                      | OD 12                                  | HoF 3                                  |
| 1991                                   | Return To Xanadu                              | Wiedersehen mit Tralla La / Rückkehr nach Xanadu                                 | OD 8                                   | HoF 3                                  |
| 1991                                   | The Duck Who Fell to Earth                    | Satellitenjäger / Der Duck, der vom Himmel fiel                                  | OD 14                                  | HoF 3                                  |
| 1991                                   | Incident at McDuck Tower                      | Abwärts                                                                          | OD 14                                  | HoF 3                                  |
| 1991                                   | The Island at the Edge of Time                | Die Insel am Rande der Zeit                                                      | OD 13                                  | HoF 3                                  |
| 1991                                   | War of the Wendigo                            | Zurück ins Land der Zwergindianer / Der Krieg der Wendigowak                     | OD 12                                  | HoF 3                                  |
| 1992                                   | Super Snooper strikes again                   | Superduck / Der Supermensch kehrt zurück                                         | OD 15                                  | HoF 3                                  |
| 1993                                   | Guardians of the Lost Library                 | Auf der Suche nach der verlorenen Bibliothek                                     | OD 13                                  | HoF 4                                  |
| 1994                                   | From Duckburg to Lillehammer                  | Dabeisein ist alles                                                              | OD 17                                  | HoF 4                                  |
| 1994                                   | The Duck Who Never Was                        | Kein Tag wie jeder andere / Der Duck, den es nie gab                             | OD 31                                  | HoF 4                                  |
| 1995                                   | The Treasury of Croesus                       | Die Botschaft der Säulen                                                         | OD 16                                  | HoF 4                                  |
| 1995                                   | The Universal Solvent                         | Reise zum Mittelpunkt der Erde / Der Allesauflöser                               | OD 18                                  | HoF 4                                  |
| 1995                                   | Of Ducks and Dimes and Destinies              | Das Geheimnis des Glückszehners / Zehnerjagd zwischen den Zeiten                 | OD 0                                   | SLSM                                   |
| 1995                                   | The Incredible Shrinking Tightwad             | Schrumpfende Onkels / Die unglaubliche Geschichte des Herrn D.                   | OD 19                                  | HoF 4                                  |
| 1995                                   | The Lost Charts of Columbus                   | Die Karten des Christopher Kolumbus                                              | OD 17                                  | HoF 4                                  |
| 1995                                   | Gyro’s Beagletrap                             | Im Falle einer Falle (entstand für die Zeitschrift Tempo)                        |                                        | HoF 5                                  |
| 1996                                   | The Once and Future Duck                      | Die Reise ins 6. Jahrhundert / Verschollen in Camelot                            | OD 19                                  | HoF 5                                  |
| 1996                                   | The Treasure of the Ten Avatars               | Expedition nach Schambala                                                        | OD 23                                  | HoF 5                                  |
| 1996                                   | A Matter of Some Gravity                      | Alles schwer verquer                                                             | OD 18                                  | HoF 5                                  |
| 1997                                   | An Eye for Detail                             | Scharfblick schützt vor Schaden nicht                                            | OD 16                                  | HoF 4                                  |
| 1997                                   | Attack of the Hideous Space Varmints          | Reisende durch die Ewigkeit / Angriff der Weltraummonster                        | OD 20                                  | HoF 5                                  |
| 1997                                   | A Little Something Special                    | Sein goldenes Jubiläum                                                           | OD 27                                  | HoF 5                                  |
| 1997                                   | W.H.A.D.A.L.O.T.T.A.J.A.R.G.O.N.              | Reif fürs Fähnlein Fieselschweif                                                 | OD 22                                  | HoF 6                                  |
| 1998                                   | The Sign of the Triple Distelfink             | Gustav, der Pechvogel                                                            | OD 21                                  | HoF 6                                  |
| 1998                                   | The Last Lord of El Dorado                    | Das Geheimnis von Eldorado                                                       | OD 21                                  | HoF 5                                  |
| 1998                                   | The Black Knight                              | Der Schwarze Ritter                                                              | OD 22                                  | HoF 6                                  |
| 1999                                   | The Dutchman’s Secret                         | Das Geheimnis der verschollenen Mine                                             | OD 24                                  | HoF 6                                  |
| 1999                                   | Escape From Forbidden Valley                  | Rückkehr ins verbotene Tal                                                       | OD 24                                  | HoF 6                                  |
| 1999                                   | The Coin                                      | Die Münze / Taler, Taler, du musst wandern!                                      | OD 26                                  | HoF 7                                  |
| 1999                                   | Quest for Kalevala                            | Die Jagd nach der Goldmühle                                                      | OD 25                                  | HoF 6                                  |
| 2000                                   | Attaaack!                                     | Aaaaaattacke                                                                     | OD 26                                  | HoF 7                                  |
| 2000                                   | The Three Caballeros Ride Again               | Die drei Caballeros / Die Rückkehr der drei Caballeros                           | OD 26                                  | HoF 7                                  |
| 2001                                   | The Beagle Boys vs. The Money Bin             | Gauner gegen Geldspeicher                                                        | OD 27                                  | HoF 7                                  |
| 2001                                   | The Crown of the Crusader Kings               | Die Krone der Kreuzritter / Die Krone der Kreuzfahrerkönige                      | OD 28                                  | HoF 7                                  |
| 2002                                   | Forget it!                                    | Vergiss es!                                                                      | OD 27                                  | HoF 7                                  |
| 2002                                   | Gyro’s first invention                        | Der erste Erfolg                                                                 | OD 29                                  | HoF 7                                  |
| 2002                                   | The Dream of a Lifetime                       | Lebensträume                                                                     | OD 29                                  | HoF 8, SLSM (2008)                     |
| 2003                                   | Trash or Treasure                             | Schund und Schätze / Schund oder Schatz?                                         | OD 30                                  | HoF 8                                  |
| 2004                                   | A Letter from Home                            | Ein Brief von daheim                                                             | OD 30                                  | HoF 8                                  |
| 2004                                   | The Black Knight Glorps Again                 | Der Schwarze Ritter sprotzt wieder / Der Schwarze Ritter glorpt wieder           | OD 31                                  | HoF 8                                  |
| 2005                                   | The Magnificent Seven (Minus Four) Caballeros | Die glorreichen sieben (minus vier) Caballeros                                   | OD 32                                  | HoF 8                                  |

| Geschichten im Rahmen von Onkel Dagobert – Sein Leben, seine Milliarden | Geschichten im Rahmen von Onkel Dagobert – Sein Leben, seine Milliarden | Geschichten im Rahmen von Onkel Dagobert – Sein Leben, seine Milliarden | Geschichten im Rahmen von Onkel Dagobert – Sein Leben, seine Milliarden                                        | Geschichten im Rahmen von Onkel Dagobert – Sein Leben, seine Milliarden | Geschichten im Rahmen von Onkel Dagobert – Sein Leben, seine Milliarden |
| Jahr                                                                    | Kapitel                                                                 | Originaltitel                                                           | Deutscher Titel                                                                                                | Album                                                                   | Sammelband                                                              |
| ----------------------------------------------------------------------- | ----------------------------------------------------------------------- | ----------------------------------------------------------------------- | --- | ----------------------------------------------------------------------- | ----------------------------------------------------------------------- |
| 1992                                                                    | 1                                                                       | The Last of the Clan McDuck                                             | Der Letzte aus dem Clan der Ducks                                                                              | OD 1                                                                    | SLSM (2003, 2008)                                                       |
| 1992                                                                    | 2                                                                       | The Master of the Mississippi                                           | Der Herr des Mississippi                                                                                       | OD 1                                                                    | SLSM (2003, 2008)                                                       |
| 1992                                                                    | 3                                                                       | The Buckaroo of the Badlands                                            | Der Held der Badlands                                                                                          | OD 2                                                                    | SLSM (2003, 2008)                                                       |
| 1993                                                                    | 4                                                                       | The King of the Copper Hill                                             | Der Kupferkönig / Der Kupferkönig von Montana / Der Bezwinger des Kupferbergs                                  | OD 2                                                                    | SLSM (2003, 2008)                                                       |
| 1993                                                                    | 5                                                                       | The New Laird of Castle McDuck                                          | Der Retter der Duckenburgh                                                                                     | OD 3                                                                    | SLSM (2003, 2008)                                                       |
| 1993                                                                    | 6                                                                       | The Terror of the Transvaal                                             | Der Schrecken von Transvaal                                                                                    | OD 3                                                                    | SLSM (2003, 2008)                                                       |
| 1993                                                                    | 7                                                                       | Dreamtime Duck of the Never Never                                       | Der Jäger des heiligen Opals / Der Traumzeitwandler des Never Never                                            | OD 4                                                                    | SLSM (2003, 2008)                                                       |
| 1993                                                                    | 8                                                                       | The Argonaut of White Agony Creek                                       | Der Einsiedler am White Agony Creek / Der König des Klondike                                                   | OD 4                                                                    | SLSM (2003, 2008)                                                       |
| 1993                                                                    | 9                                                                       | The Billionaire of Dismal Downs                                         | Der Milliardär im Hochmoor                                                                                     | OD 5                                                                    | SLSM (2003, 2008)                                                       |
| 1994                                                                    | 10                                                                      | The Invader of Fort Duckburg                                            | Der Herrscher über Entenhausen / Der Eroberer von Fort Entenhausen                                             | OD 5                                                                    | SLSM (2003, 2008)                                                       |
| 1994                                                                    | 11                                                                      | The Empire-Builder from Calisota / The Richest Duck in the World        | Der Geschäftsmann ohne Gewissen / Der gewissenlose Geschäftsmann aus Entenhausen / Der Großmagnat aus Calisota | OD 6                                                                    | SLSM (2003, 2008)                                                       |
| 1994                                                                    | 12                                                                      | The Richest Duck in the World / The Recluse of McDuck Manor             | Der Einsiedler der Villa Duck                                                                                  | OD 6                                                                    | SLSM (2003, 2008)                                                       |
| 1995                                                                    | 8c                                                                      | Hearts of the Yukon                                                     | Verschwörung der Gauner / Die zwei Herzen des Yukon                                                            | OD 0                                                                    | SLSM (2003, 2008)                                                       |
| 1996                                                                    | 6b                                                                      | The Vigilante of Pizen Bluff                                            | Der Rächer von Windy City                                                                                      | OD 20                                                                   | SLSM (2003, 2008)                                                       |
| 1998                                                                    | 3b                                                                      | The Cowboy Captain of the Cutty Sark                                    | Abenteuer auf Java / Der Cowboy-Käpt’n der Cutty Sark                                                          | OD 23                                                                   | SLSM (2003, 2008)                                                       |
| 2001                                                                    | 10b                                                                     | The Sharpie of the Culebra Cut                                          | Der Jaguargott von Culebra / Der Fuchs vom Culebra Cut                                                         | OD 28                                                                   | SLSM (2003, 2008)                                                       |
| 2006                                                                    | 8b                                                                      | The Prisoner of White Agony Creek                                       | Die Gefangene am White Agony Creek                                                                             | OD 32                                                                   | SLSM (2008)                                                             |

### Auszeichnungen
1995 wurde Rosa für Life and Times of Scrooge McDuck mit dem Will Eisner Award ausgezeichnet, 1997 gewann er den Preis als bester Künstler im Bereich Humor erneut. 2007 war er für die Geschichte The Black Knight Glorps Again (dt. Der Schwarze Ritter sprotzt wieder) ein weiteres Mal nominiert.
Zudem war Rosa mehrfach für den Harvey Award nominiert, allein 2007 in fünf Kategorien.

## Rezeption

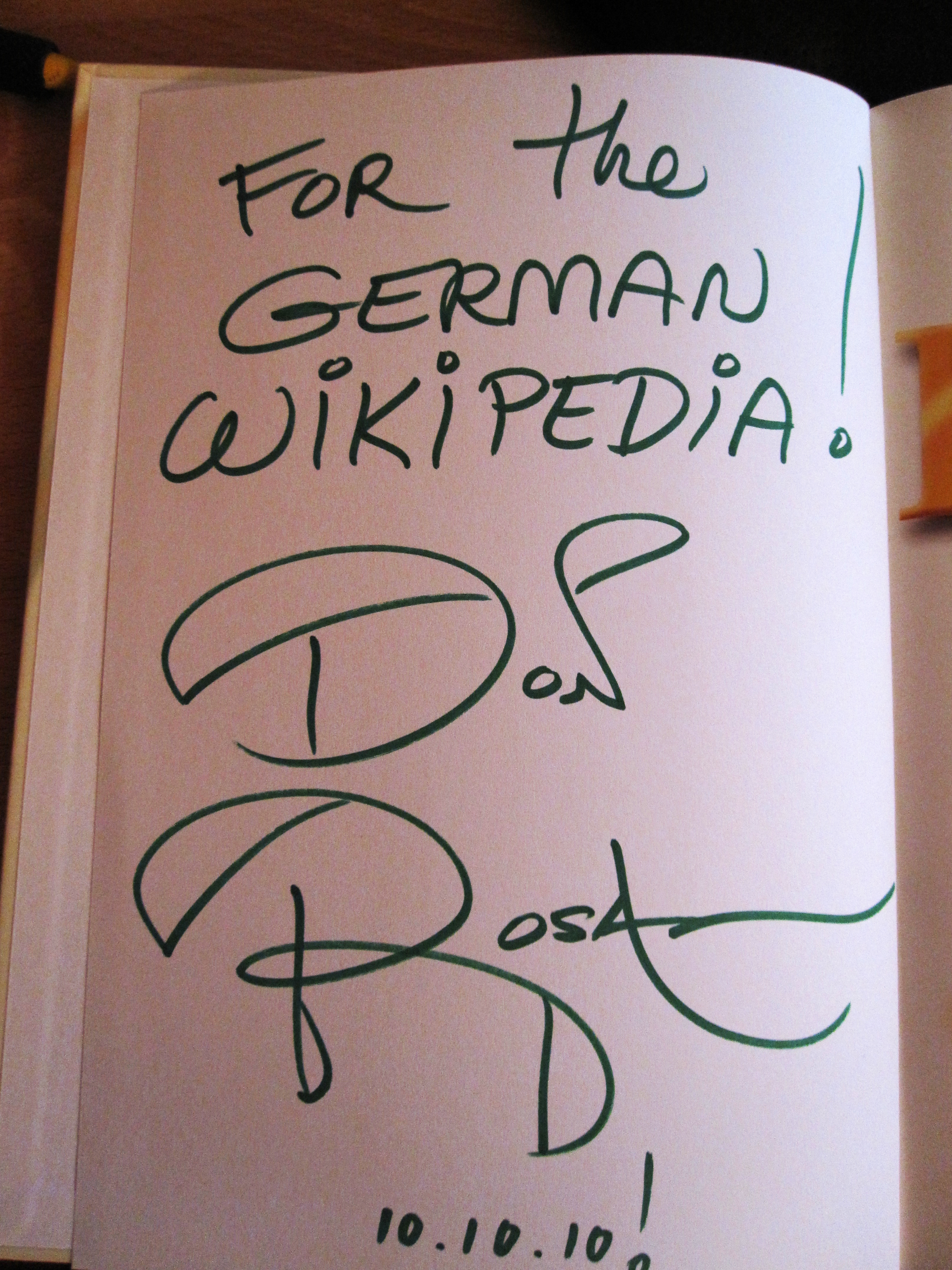
Unterschrift Don Rosas (auf der Frankfurter Buchmesse 2010 für die deutschsprachige Wikipedia angefertigt)

Byron Erickson meint, das Besondere an Rosas Comics seien nicht sein Zeichenstil, sondern sein Geschichtenstil und die Komposition seiner Bilder; er drücke die richtigen Emotionen seiner Figuren aus, um die Handlung voranzubringen. Als Leser sei man gezwungen, so zu fühlen, wie der Zeichner es wolle. Die viele Arbeit, die er in einzelne Seiten steckt, brachte ihm die Bezeichnung als „am härtesten arbeitende[r] Mann im Comic-Business“ ein – nach eigenen Angaben arbeitet Rosa an fünf Tagen die Woche von 9 bis 17 Uhr. Er selbst hält seine Geschichten und vor allem die Zeichnungen für „nicht besonders gut“ und erklärt seine Popularität mit der „Wertschätzung der Leser für [seinen] fan-mäßigen Enthusiasmus“.
Laut Klaus Piber zeigt sich insbesondere in den von Don Rosa verwendeten anspruchsvolleren Erzählvarianten und dem häufigen Einsatz wechselnder Techniken, dass seine Geschichten vorrangig für älteres Publikum gedacht sind. Diese Vielfalt an formalen Mitteln sei jedoch durchaus positiv zu beurteilen. Die Layoutgestaltung besitze einen hohen Grad narrativer Funktionalität, jedoch zeige Don Rosa in einigen Werken Mangel an Disziplin, so gebrauche er unnötig viele halbseitige Panels. Rosas Gebrauch unüblicher Layoutmöglichkeiten, wie Überschneidungen, Metapanels und rahmenlose Panels, lote die Möglichkeiten seines Genres wie auch des Mediums Comic an sich aus. Durch seine dichte Kompositionsweise der Bilder sei deren Funktionalität aber eingeschränkt, da sie häufig überladen seien, prinzipiell aber dennoch gegeben. So würden oft mehrere Handlungen in ein Panel gequetscht, was zwar eine hohe Dichte von Informationen und eine komplexe Handlung auf meist unter 34 Seiten ermögliche, jedoch leide darunter die Komposition der Panels selbst, da durch Platzmangel die möglichen Mittel nicht voll ausgeschöpft werden könnten. Dennoch gelinge es Don Rosa oft, dass die Komposition ihren Zweck erfülle, wenn sie auch meist nicht effektiv sei. Auch die häufige Fülle an Details im Hintergrund lenke oft vom Bildmittelpunkt ab, lade aber auch dazu ein, den Blick über die Szenerie schweifen zu lassen. Viele der Hintergrunddetails und Nebenhandlungen seien auch tatsächlich erheiternd und lockerten die Geschichte auf. Don Rosas Zeichentechnik sei laut Klaus Piber zwar gut, erreiche aber nicht das Niveau seines Vorbildes Barks, da die Linien oft unsicher seien, von schwankender Dicke und weniger schwungvoll. Auch die Proportionen stimmten nicht immer.
Die Wort-Bild-Relationen seien ebenso effektiv im Vermitteln des Inhalts wie die von Barks, würden die Handlung schnell vorantreiben und die Defizite in der Komposition ausgleichen. Dabei beherrsche es Rosa besser noch als Barks, das Potential der Kombination von Text und Bild voll auszunutzen. Die Unterhaltungswirkung, welche die durch die korrelative Wort-Bild-Relation ermöglichten weiteren Handlungsebenen entfalten, sowie die Parodien und Anspielungen seien ein wesentlicher Grund für die Popularität von Rosas Comics. Insbesondere in der Hintergrundgestaltung, der Verwendung der Wort-Bild-Relation für Hintergrundwitze und seinem grafischen Stil zeige Don Rosa daher eine an älteres Publikum gerichtete „Anti-Disney-Ästhetik“, die den eher niedlichen Disney-Stil ironisiere oder gar gänzlich ablehne.
Über sein Hauptwerk Onkel Dagobert – Sein Leben, seine Milliarden schrieb Jörg Böckem auf Spiegel Online Anfang 2009: „Die Lebensgeschichte des wohl bekanntesten und […] trotz einiger sehr bedenklichen Charakterzüge sympathischsten Milliardärs ist die ideale Lektüre für jeden, der nichts mehr hören und lesen mag von Wirtschaftskrise, Bankenpleite, Rezession und Abschwung. In 20 […] Episoden schildert Rosa die Charakterentwicklung Dagoberts emphatisch, hoch unterhaltsam und kenntnisreich; seine Geschichten sind gewürzt mit Anspielungen auf die klassischen Barks-Geschichten und mit Gastauftritten historischer Persönlichkeiten – eine Liebeserklärung an die Figur Dagobert und eine Hommage an deren Schöpfer. Und eine dringend notwendige Imagekampagne für den Milliardär und Bankier an sich.“ Nicole Rodriguez schrieb auf hr-online.de: „Für alle großen und kleinen Duck-Fans jedenfalls ist diese Biografie ein Muss, urkomisch, erheiternd und das Leben versüßend.“
Dem Zyklus kommt damit auch eine besondere Bedeutung für die Entwicklung der Figur des Dagobert Duck zu. Nach einem Beitrag von Jochen Bölsche, ebenfalls auf Spiegel Online, ließ schon Barks „den skrupellosen, menschenverachtenden Großkapitalisten der Anfangsjahre allmählich zum lustigen Onkel und schließlich zum schrulligen, fast bemitleidenswerten Alten mutieren.“ Rosas Sein Leben, seine Milliarden zeige Dagobert schließlich als „einen sympathischen Abenteurer und Selfmademan“, dessen Reichtum nicht mehr „Ausdruck asozialer Habgier“, sondern Erinnerung an vergangene Heldentaten sei.

## Sammelbände

### Hall of Fame-Reihe
- Band 1 – Don Rosa. Ehapa Comic Collection, Köln 2004, ISBN 3-7704-0680-X
- Band 6 – Don Rosa 2. Ehapa Comic Collection, Köln 2005, ISBN 3-7704-0685-0
- Band 9 – Don Rosa 3. Ehapa Comic Collection, Köln 2006, ISBN 3-7704-0688-5
- Band 14 – Don Rosa 4. Ehapa Comic Collection, Köln 2008, ISBN 978-3-7704-3211-0
- Band 16 – Don Rosa 5. Ehapa Comic Collection, Köln 2009, ISBN 978-3-7704-3276-9
- Band 18 – Don Rosa 6. Ehapa Comic Collection, Köln 2010, ISBN 978-3-7704-3359-9
- Band 19 – Don Rosa 7. Ehapa Comic Collection, Köln 2010, ISBN 978-3-7704-3401-5
- Band 20 – Don Rosa 8. Ehapa Comic Collection, Köln 2011, ISBN 978-3-7704-3411-4

### Sonderausgaben
- Onkel Dagobert – Sein Leben, seine Milliarden. Ehapa Comic Collection, Köln 2003, ISBN 3-7704-0389-4
  - Neue Auflage 2011: Onkel Dagobert – Sein Leben, seine Milliarden / Die Biografie von Don Rosa. 4. Auflage, Ehapa Comic Collection, Köln, ISBN 978-3-7704-3245-5.
  - Neue Auflage 2020: Onkel Dagobert – Sein Leben, seine Milliarden. Egmont Comic Collection, Köln, ISBN 978-3-7704-4117-4
- Onkel Dagobert – Milliardenraub in Entenhausen: Taler in Gefahr. (mit Carl Barks), Ehapa Comic Collection, Köln 2011, ISBN 978-3-7704-3528-9
- Länder – Enten – Abenteuer: Familie Duck auf Schatzsuche. (mit Carl Barks), Ehapa Comic Collection, Köln 2013, ISBN 978-3-7704-3709-2
- Enten, Tiere, Sensationen. (mit Carl Barks), Ehapa Comic Collection, Köln 2017, ISBN 978-3-7704-3956-0

### Deutsche Gesamtausgaben
- Don Rosa Collection. Ehapa Comic Collection, Köln 2011
- Don Rosa Library. Egmont Comic Collection, Köln 2020–2023

### Nicht übersetzt
- The Don Rosa Archives – The Pertwillaby Papers.
- The Don Rosa Archives – The Adventures of Captain Kentucky.
- Don Rosa Classics: The Complete Pertwillaby Papers. dani books, Groß-Gerau 2012, ISBN 978-3-944077-00-0
- Don Rosa Classics: The Complete Captain Kentucky. dani books, Groß-Gerau 2012, ISBN 978-3-944077-01-7